# Attentato al Café de Paris di via Veneto

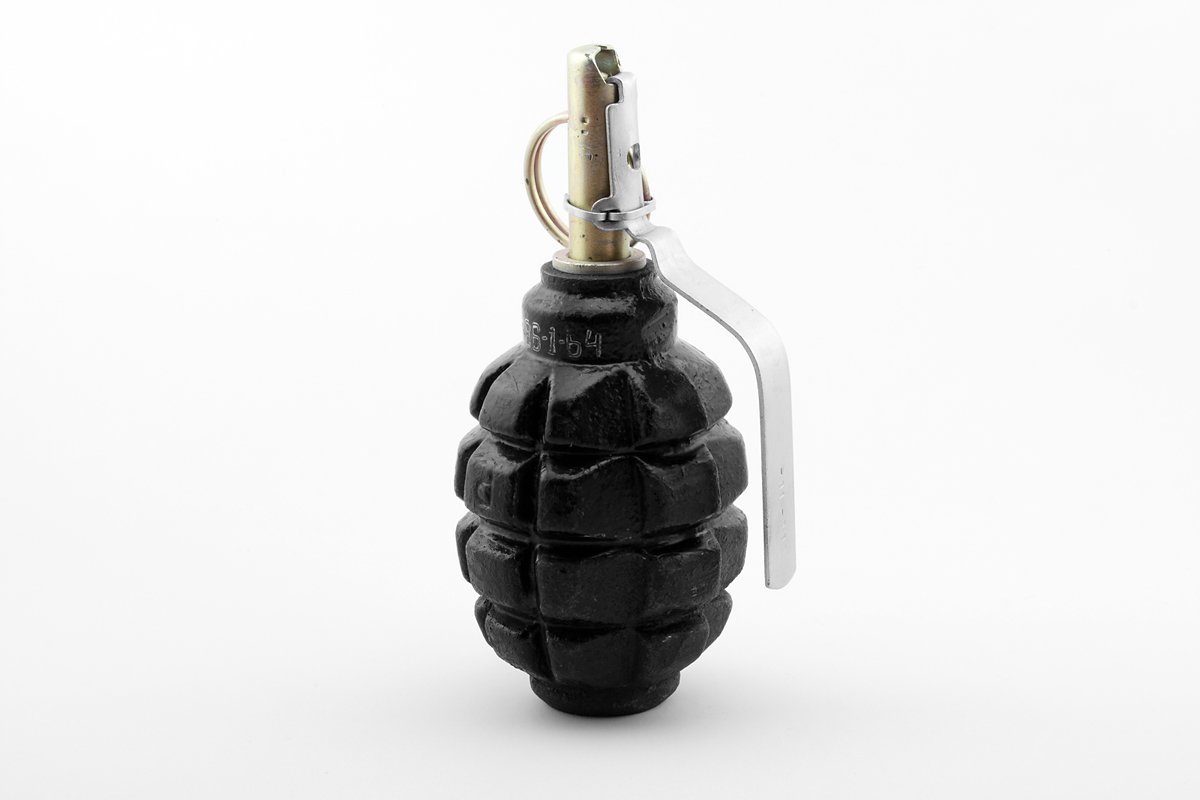
Granata F1 sovietica, come quelle usate per l'attentato

L'attentato al Café de Paris di via Veneto fu un'azione a scopo terroristico effettuata la sera del 16 settembre 1985 all’omonimo locale di via Veneto, a Roma, dall'allora ventisettenne estremista palestinese Ahmad Hassan Abu Alì Sereya, nato in Libano, che lanciò due bombe a mano del tipo ad "ananas" (modello F1 di fabbricazione sovietica) tra i tavolini del locale affollato di turisti a poca distanza dall'ambasciata degli Stati Uniti d'America: solo un ordigno esplose, causando 39 feriti di cui numerosi gravi; l'altro ordigno venne in seguito disattivato dagli artificieri.
L'azione, effettuata nella ricorrenza del massacro di Sabra e Shatila, fu rivendicata dall'Organizzazione Rivoluzionaria dei Musulmani Socialisti (ORMS) dell'area riconducibile ad Abu Nidal.
L'attentatore verrà condannato a 17 anni di carcere.